# Eligia Bryłowa
Eligia Maria Bryłowa (Bryła), z domu Chrzanowska (ur. 8 grudnia 1855 w Żuchowicach koło Piotrkowa Trybunalskiego, zm. 2 czerwca 1927 w Kaliszu) – polska działaczka społeczna.
Była córką właściciela ziemskiego Władysława Chrzanowskiego i Emilii z Sapalskich. W 1883 wyszła za mąż za Pawła Bryłę, historyka literatury, profesora języka polskiego w gimnazjum w Stanisławowie. Działała w Stanisławowie w szeregu organizacji społecznych i narodowych, m.in. Towarzystwie Muzycznym im. Moniuszki i Towarzystwie Dam Dobroczynności. W czasie I wojny światowej należała do Komitetu Ratunkowego w Mstowie (powiat częstochowski); ufundowała tamże przytułek dla dzieci. Po wojnie mieszkała we Lwowie, następnie w Warszawie i Kaliszu.
Opublikowała wiele artykułów wspomnieniowych, m.in. dotyczących powstania styczniowego, które pamiętała z dzieciństwa. Publikacje te ukazywały się na łamach "Gazety Narodowej", "Słowa Polskiego" i innych gazet. Ponadto była autorką Pamiętników.
Synami z małżeństwa z Pawłem Bryłą (zm. 1903) byli inżynier budownictwa Stefan oraz prawnik i działacz społeczny Stanisław.